# Edygej
Edygej (ur. 1352, zm. 1419) – emir plemienia Mangytów i faktyczny władca Złotej Ordy w latach 1400 do 1412.

## Życiorys
W latach 1376–1391 pomagał Timurowi w walce z chanem Złotej Ordy – Tochtamyszem. Po obaleniu Tochtamysza, w latach 90. XIV wieku, został samodzielnym zarządcą ziem pomiędzy Wołgą a Jaikiem i Uralem, założył tam Ordę Nogajską.

Orda Nogajska

Od 1397 dowodził całym wojskiem Złotej Ordy. Zwyciężył 12 lub 16 sierpnia 1399 w bitwie nad Worsklą zjednoczone siły wielkiego księcia Witolda i Tochtamysza. Po tym zwycięstwie, w latach 1399–1412 był faktycznym (nieoficjalnym) przywódcą Złotej Ordy. Osadzał i detronizował chanów Złotej Ordy takich jak Pulad Chan i Szadi Beg. W 1408 najechał na Ruś gdzie spalił m.in. Niżny Nowogród i Rostów. W 1412 utracił władzę w Złotej Ordzie, jednak pozostał dalej dowódcą wojskowym. W 1416 zaatakował Kijów, i spalił całe miasto z wyjątkiem zamku. Zmarł w 1419 roku podczas walk wewnętrznych. 